# Пронира
«Пронира» («Il ficcanaso») — італійська кінокомедія у стилі джалло 1981 року, знята режисером Бруно Корбуччі на кіностудії «Cleminternazionale».

## Сюжет
Скромний водій транспортної компанії Лучано Персікетті опиняється у центрі дивної інтриги. Якось у його будинку лунає телефонний дзвінок, який розповідає про жахливе вбивство. Невдовзі з'ясовується, що цей злочин справді стався. Комісар, який веде слідство, підозрює, що вбивство скоїв сам Лучано. Тим часом, дзвінки продовжуються, і трупів у цій історії стає все більше

## У ролях
- Піппо Франко: Лучано Персікетті
- Едвіж Фенек: Сюзанна
- Піно Карузо: комісар Луїзетті
- Люк Меренда: Паоло
- Серджо Леонарді: Ліно
- Лео Гаверо: бухгалтер Тріподі/вбивця
- Лаура Трошель: Карла Фоскарі
- Мауріціо Гвелі: адвокат Убальді
- Лучано Амодіо: Морассі
- Вітторіо Ріпамонті: священик
- Ермелінда Де Феліче: мати комісара Луїзетті
- Ренцо Рінальді: російський парапсихолог
- Серджо Тардіолі: знущальник над крамником в автобусі
- Франческо Анібаллі: людина розбитого посуду
- Марчелло Ді Фолько: продавець канцелярського одягу
- Бруно Роза: помічник у конгрес-холі
- Бруно Корбуччі: штампувальник (камео)

## Знімальна група
- Режисер: Бруно Корбуччі
- Сценарій: Альдо Флоріо, Ернесто Гастальді, Раймондо В'янелло, Піппо Франко, Бруно Корбуччі, Сандро Контіненца
- Продюсер: Джованні Ді Клементе
- Оператор: Джованні Ч'ярло
- Композитор: Франко Мікаліцці
- Художник: Клаудіо Чініні
- Монтаж: Даніеле Алабізо